# Fornace
Fornace (im trentinischen Dialekt: Fornàs) ist eine nordostitalienische Gemeinde (comune) mit 1341 Einwohnern (Stand 31. Dezember 2023) im Trentino in der Region Trentino-Südtirol. Die Gemeinde liegt etwa 9 Kilometer nordöstlich von Trient am Lago di Lasas und gehört zur Talgemeinschaft Comunità Alta Valsugana e Bersntol.

## Weblinks

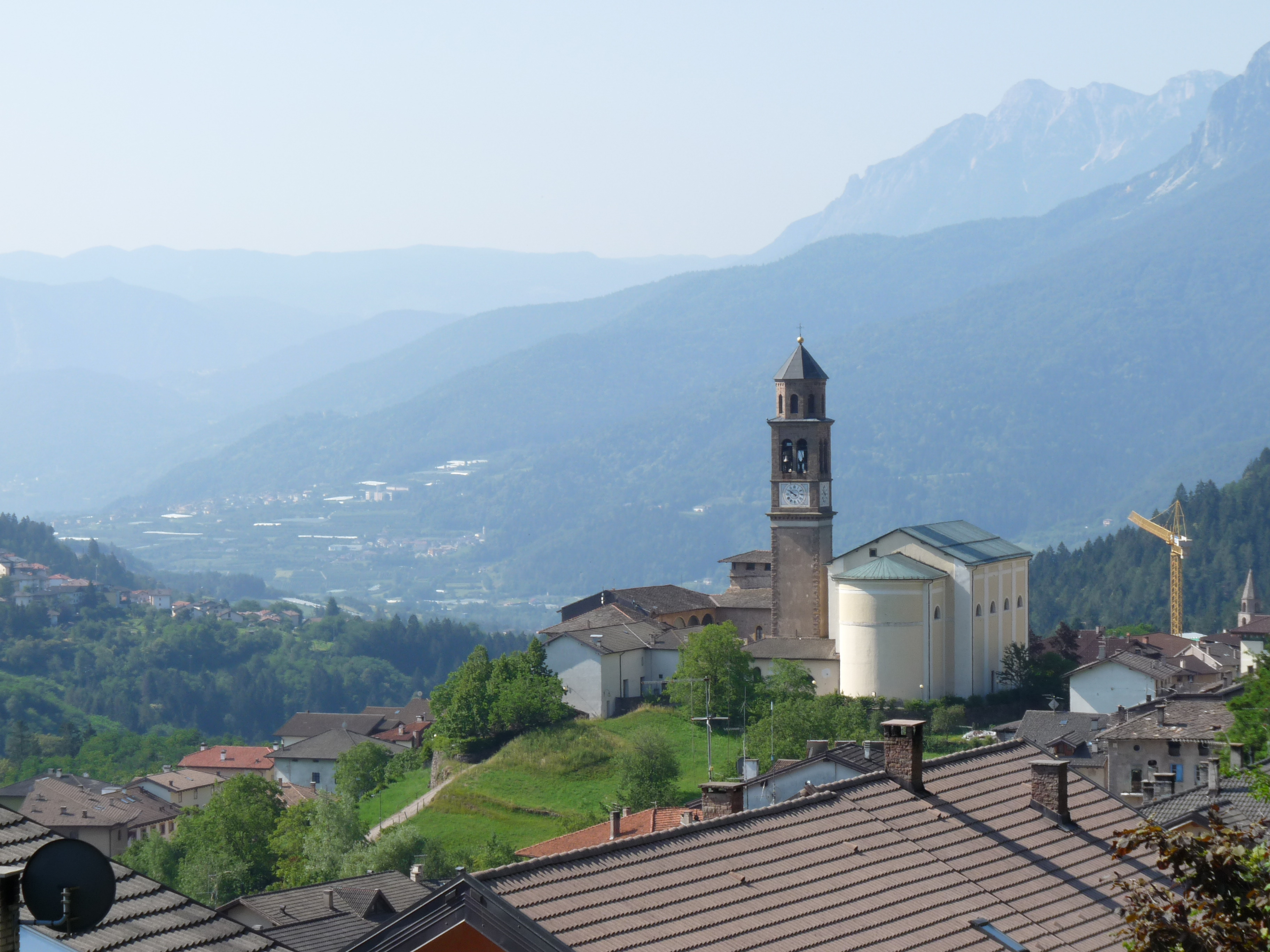
Fornace mit Blick auf Schloss und Kirche